# Sobůlky
Sobůlky település Csehországban, Hodoníni járásban. Sobůlky Bukovany, Svatobořice-Mistřín, Strážovice, Ostrovánky, Věteřov és Kyjov településekkel határos. Lakosainak száma 836 fő (2024. január 1.).

## Népesség
A település lakosságának változását az alábbi diagram mutatja:
| Lakosok száma | 688  | 845  | 919  | 1072 | 970  | 874  | 862  | 854  | 788  | 836  |
|               | 1869 | 1900 | 1921 | 1961 | 1980 | 2011 | 2016 | 2019 | 2021 | 2024 |